# Fisker Ronin

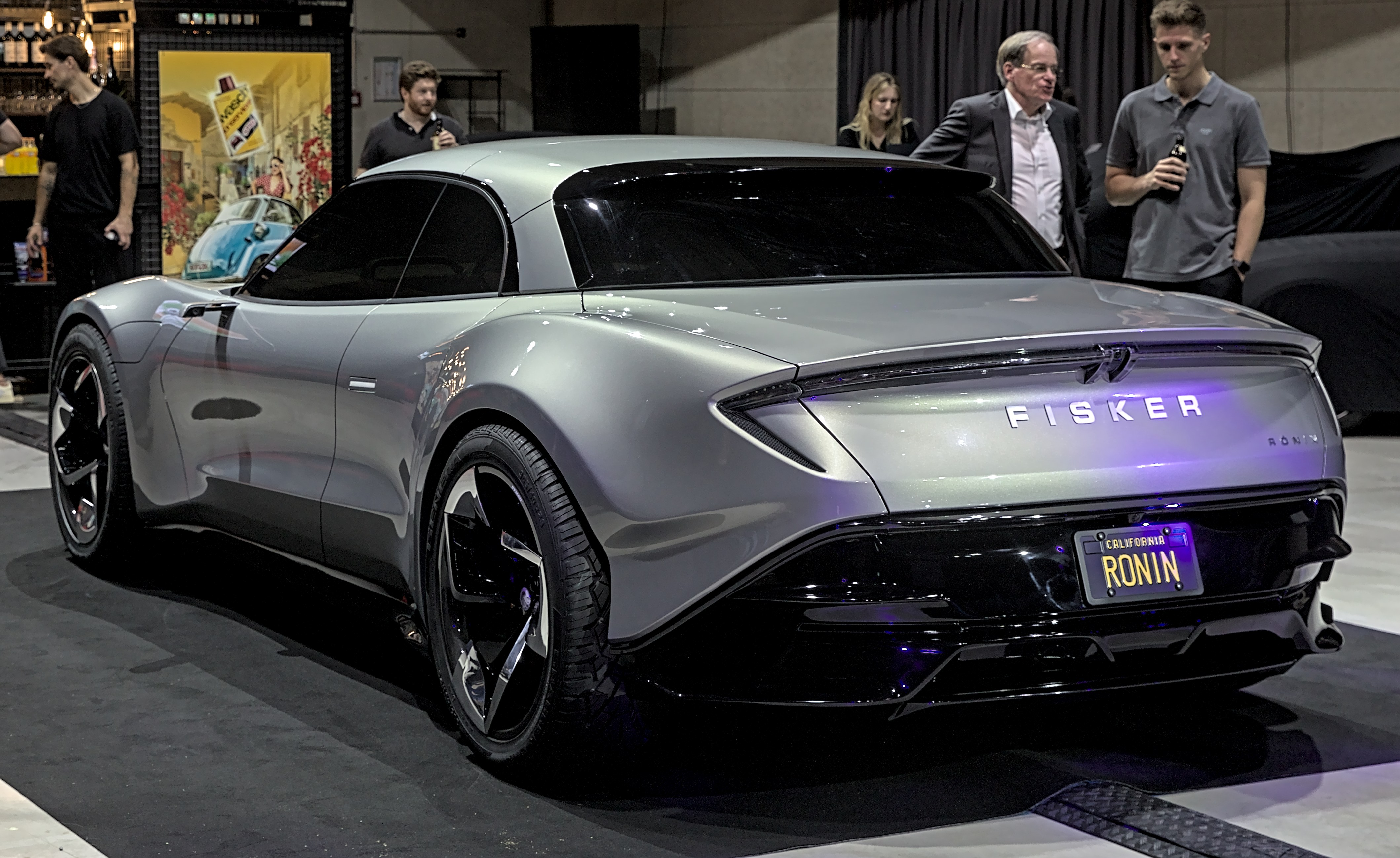
Вид сзади

Fisker Ronin — спортивный электромобиль производства американской компании Fisker. Производство планировалось в 2025 году.

## Описание
Fisker Ronin дебютировал 5 мая 2022 года. После Fisker Ocean и Fisker Pear, это третий автомобиль компании.
Официально автомобиль был представлен 3 августа 2023 года. Название Ronin автомобиль получил в честь одноимённого боевика 1998 года.